# Citry
Citry és un municipi francès, situat al departament del Sena i Marne i a la regió d'Illa de França. L'any 2007 tenia 749 habitants.
Forma part del cantó de La Ferté-sous-Jouarre, del districte de Meaux i de la Comunitat de comunes del Pays fertois.

## Demografia

### Població
El 2007 la població de fet de Citry era de 749 persones. Hi havia 284 famílies, de les quals 84 eren unipersonals (28 homes vivint sols i 56 dones vivint soles), 80 parelles sense fills, 96 parelles amb fills i 24 famílies monoparentals amb fills.
La població ha evolucionat segons el següent gràfic:
Habitants censats

### Habitatges
El 2007 hi havia 372 habitatges, 301 eren l'habitatge principal de la família, 45 eren segones residències i 26 estaven desocupats. 328 eren cases i 32 eren apartaments. Dels 301 habitatges principals, 269 estaven ocupats pels seus propietaris, 16 estaven llogats i ocupats pels llogaters i 16 estaven cedits a títol gratuït; 4 tenien una cambra, 14 en tenien dues, 67 en tenien tres, 91 en tenien quatre i 124 en tenien cinc o més. 233 habitatges disposaven pel capbaix d'una plaça de pàrquing. A 148 habitatges hi havia un automòbil i a 113 n'hi havia dos o més.

### Piràmide de població
La piràmide de població per edats i sexe el 2009 era:
| Homes | Edats   | Dones |
| ----- | ------- | ----- |
| 0     | 95 o +  | 4     |
| 0     | 90 a 94 | 0     |
| 0     | 85 a 89 | 8     |
| 8     | 80 a 84 | 12    |
| 20    | 75 a 79 | 32    |
| 12    | 70 a 74 | 32    |
| 12    | 65 a 69 | 12    |
| 24    | 60 a 64 | 8     |
| 16    | 55 a 59 | 4     |
| 16    | 50 a 54 | 0     |
| 32    | 45 a 49 | 28    |
| 24    | 40 a 44 | 32    |
| 28    | 35 a 39 | 24    |
| 28    | 30 a 34 | 32    |
| 12    | 25 a 29 | 16    |
| 4     | 20 a 24 | 4     |
| 28    | 15 a 19 | 16    |
| 32    | 10 a 14 | 24    |
| 36    | 5 a 9   | 44    |
| 16    | 0 a 4   | 28    |

## Economia
El 2007 la població en edat de treballar era de 483 persones, 372 eren actives i 111 eren inactives. De les 372 persones actives 326 estaven ocupades (182 homes i 144 dones) i 46 estaven aturades (28 homes i 18 dones). De les 111 persones inactives 24 estaven jubilades, 34 estaven estudiant i 53 estaven classificades com a «altres inactius».

### Ingressos
El 2009 a Citry hi havia 318 unitats fiscals que integraven 779,5 persones, la mediana anual d'ingressos fiscals per persona era de 18.607 €.

### Activitats econòmiques
Dels 18 establiments que hi havia el 2007, 3 eren d'empreses de construcció, 5 d'empreses de comerç i reparació d'automòbils, 1 d'una empresa de transport, 1 d'una empresa d'hostatgeria i restauració, 2 d'empreses d'informació i comunicació, 1 d'una empresa financera i 5 d'empreses de serveis.
Dels 4 establiments de servei als particulars que hi havia el 2009, 1 era una fusteria, 1 lampisteria, 1 electricista i 1 restaurant.
L'any 2000 a Citry hi havia 8 explotacions agrícoles.

## Equipaments sanitaris i escolars
El 2009 hi havia una escola elemental integrada dins d'un grup escolar amb les comunes properes formant una escola dispersa.

## Poblacions més properes
El següent diagrama mostra les poblacions més properes.